# ダンス・トゥナイト
「ダンス・トゥナイト」（Dance Tonight）は、ポール・マッカートニーの楽曲である。2007年に発売されたアルバム『追憶の彼方に〜メモリー・オールモスト・フル』にオープニング・トラックとして収録され、マッカートニーの65歳の誕生日となる2007年6月18日に配信限定シングルとして発売された。全英シングルチャートで初登場34位を記録。後に10インチのピクチャーディスクとしても発売され、7月1日付の全英シングルチャートで最高位26位を記録。7月7日付のBillboard Hot 100チャートで初登場69位を記録し、これが同チャートにおける最高位となった。なお、この曲を最後に2015年までBillboard Hot 100チャートにマッカートニーのシングルがランクインした例がない。
第50回グラミー賞の最優秀男性ポップ・ヴォーカル賞にノミネートされた。
2007年12月31日に放送された特別番組『Hootenanny』で、マッカートニーはカイリー・ミノーグと本作をデュエット。2020年に発売されたジーニー・シーリーのアルバム『An American Classic』では、シーリーやレイ・スティーブンスと共演。

## 背景・レコーディング
本作で使用されたマンドリンは、ミュージック・ビデオにも登場していて、マッカートニーがよく訪れているロンドンの楽器屋で購入したもの。楽曲はマッカートニーがマンドリンを演奏するたびに踊り出すという娘のベアトリスを題材としている。前述のとおり、アルバムのオープニング・ナンバーとして収録された楽曲だが、アルバムの為に録音された最後の楽曲で、土壇場で収録された。
本作は、2007年1月から2月にかけてロンドンのRAKスタジオで録音され、マッカートニーは楽曲中でマンドリン、エレクトリック・ギター、ベース、ドラム、キーボード、パーカッション、オートハープと全ての楽器を演奏している。
2007年夏にマッカートニーが出演するiPod + iTunes StoreのCMが放送された。内容はパステルカラーで統一されたアニメーションの街並みをモノクロのマッカートニーがマンドリンで本作を演奏しながら歩くというもの。

## ミュージック・ビデオ
本作のミュージック・ビデオは、ミシェル・ゴンドリーが監督を務めた作品で、主演のマッカートニーのほかに、マッカートニーの娘でファッションデザイナーのステラ・マッカートニーと親交のあるナタリー・ポートマンやマッケンジー・クルックらが出演している。
ミュージック・ビデオは、郵便配達員がマッカートニーのもとにマンドリンを配達するところから始まる。マッカートニーは郵便配達員を家に招き入れ、届けられた箱からマンドリンを取り出し、本作を演奏し始める。すると、引き出しや暖炉など、家の中のあらゆるところからポートマン演じる幽霊たちが現れて踊り出す。幽霊たちの悪戯に恐怖感を抱いた郵便配達員は、マッカートニーの家から飛び出していく。幽霊はマッカートニーからマンドリンを奪い去っていく。その道中でマッカートニーを幽霊に変え、マッカートニーを道連れに箱の中へ入っていく。箱の中は幽霊達の世界が広がっており、パーティーが催されていた。そのパーティーでマッカートニーは、バンドの一員としてベースを演奏。パーティーの参加者の中には逃げ出したはずの郵便配達員をいた。そして映像は、道端に乗り捨てられた郵便配達のバンが映し出されて終わる。
このミュージック・ビデオは、『追憶の彼方に〜メモリー・オールモスト・フル (デラックス・エディション)』に付属のDVDやコンピレーションDVD『Michel Gondry 2: More Videos (Before and After DVD 1)』に収録されている。

## シングル収録内容
| 全作詞・作曲: ポール・マッカートニー。 |                                       |                        |                        |      |
| #                                      | タイトル                              | 作詞                   | 作曲・編曲             | 時間 |
| 1.                                     | 「ダンス・トゥナイト」(Dance Tonight) | ポール・マッカートニー | ポール・マッカートニー | 2:54 |
| 合計時間:                              | 合計時間:                             | 2:54                   |                        |      |

| 全作詞・作曲: ポール・マッカートニー。 |                                                                                                 |                        |                        |      |
| #                                      | タイトル                                                                                        | 作詞                   | 作曲・編曲             | 時間 |
| 1.                                     | 「ダンス・トゥナイト」(Dance Tonight)                                                           | ポール・マッカートニー | ポール・マッカートニー | 2:54 |
| 2.                                     | 「ノド・ユア・ヘッド」(Nod Your Head (Sly David Short Mix) [feat. Lady Saw & Sizzla & Cherine]) | ポール・マッカートニー | ポール・マッカートニー | 2:10 |
| 合計時間:                              | 合計時間:                                                                                       | 5:04                   |                        |      |

## クレジット
※出典
- ポール・マッカートニー - ボーカル、マンドリン、ドラム、パーカッション、リードギター、ベース、キーボード、ギロ

## チャート成績
| チャート (2007年)                      | 最高位 |
| -------------------------------------- | ------ |
| チェコ (Rádio Top 100)                 | 98     |
| UK シングルス (OCC)                    | 26     |
| UK Downloads (Official Charts Company) | 15     |
| US Billboard Hot 100                   | 69     |
| US Adult Alternative Songs (Billboard) | 19     |
| US Billboard Pop 100                   | 19     |